# Mondragón (Las Palmas)
Mondragón es una localidad española del municipio de Ingenio, situado en la isla de Gran Canaria, perteneciente a la provincia de Las Palmas, en la comunidad autónoma de Canarias. En 2023, la entidad singular de población tenía empadronados 107 habitantes y el núcleo de población, 92.